# Chiesa di Sant'Agostino (Lanciano)
La chiesa di Sant'Agostino con il suo ex convento, è un edificio religioso di Lanciano (CH), principale parrocchia del quartiere Lanciano Vecchio, lungo via dei Frentani.

## Storia

### Le origini
La chiesa è di particolare interesse perché presenta la facciata gotica del primo Trecento perfettamente conforme a quella della vicina chiesa di Santa maria Maggiore sul Colle Selva, sempre realizzata nel 1317 dallo scultore lancianese Francesco Petrini. Il convento fu realizzato nel 1266 dentro le mura dell'antico abitato lancianese del Colle Erminio, fu il primo monastero dentro le mura della città, se si esclude il convento di San Legonziano dei monaci Basiliani (attuale santuario di San Francesco), che all'epoca era fuori le mura.
La mano di Francesco Petrini (o anche meglio Perrini) lavorò anche ai portali e i rosoni delle altre principali chiese di Lanciano, e benché non rechino la sua firma, è stato possibile riconoscere con certezza i lavori del portale e del rosone della chiesa di Sant’Agostino, della rosa di Santa Lucia, e forse il portale della chiesa di San Nicola, poiché anche in questo caso ci fu la creazione di un ingresso completamente diverso dall’originale, avente arco romanico, posto in un piccolo slargo a ridosso di via Garibaldi.
Iniziando dall’esemplare più notevole e ricco dopo Santa Maria Maggiore, si parlerà del complesso degli Agostiniani.
Il convento venne realizzato nel 1313 benché i terreni fossero stati concessi ai monaci una quarantina d’anni prima. Questa data è ricavata da un’iscrizione presso il pozzo che reca:
…Anno milleno
…CCCI 3 Ind. XI Deo

…Uno, e Trino… hoc

…Opere pleno
Prima del 1426 a papa Martino V, i monaci Agostiniani chiesero un nuovo complesso, poiché il loro sito di Santa Maria del Monte (nota anche come "de Silva") fuori le mura in località Sciacquarella, fuori Porta Civitanova, ossia nell'attuale quartiere Cappuccini, dove sorge la parrocchia moderna di San Pietro.

### Il restauro gotico
Il convento fu restaurato varie volte, e di originale resta solo la facciata in stile gotico, di cui si parlerà nella descrizione, insieme al campanile quattrocentesco in stile tipico lancianese, in pietra gialla e con le tipiche cornici a zigzag. Secondo Sargiacomo la presenza di un giglio e di un’aquila sul prospetto lascerebbero intendere che il convento agostiniano fu fondato sopra una chiesa già esistente al tempo di Carlo d’Angiò,
Particolare dell’aquila Agioina sopra la cornice del rosone di Sant’Agostino, prima e dopo il restauro del 2019.
poiché la figura dell’aquila è legata al casato francese, ipotesi sostenuta anche dalla vetustà della scultura della Madonna col Bambino presso la lunetta, fatta risalire a prima della facciata gotica del Trecento. 
Il convento è citato nel 1583 quando era posseduto da padre Agostino de’ Merulis da Offida, quando stabilì che la vicina stalla, dove nel 1280 avvenne il prodigioso miracolo della Ricciarella (localmente de “lu Frijacrìste”), dovesse essere trasformata in oratorio. La stalla potrebbe essere stata posseduta dai baroni Gigliani, che avevano il palazzo più a nord nella strada dei Frentani, con l’ingresso sovrastato dalla scritta “O amice omnia vanitas”.

### Dal Settecento a oggi
Nel XVIII secolo la chiesa, a causa di un terremoto, venne ristrutturata in stile barocco dagli stuccatori Girolamo Rizza e Carlo Piazzola, i quali crearono una sorta di cerniera-impalcatura addossata alla muratura medievale, rispettando perfettamente lo schema della navata unica con volte a crociera. Nel 1807 il convento fu soppresso, vent’anni dopo nel 1827, in Sant'Agostino furono riunite le confraternite di Lancianovecchia e le relative parrocchie: San Biagio, San Lorenzo, San Giovanni e San Martino, mentre l’unica confraternita rimasta in attività era quella dei santi Simone e Giuda Taddeo, in ricordo della presenza delle reliquie degli apostoli. Benché il convento avesse continuato la sua attività fino alle leggi napoleoniche, l’ordine degli Agostiniani non esisteva più già dal 1654 con bolla di Innocenzo X, e vi erano solo pochi monaci, cacciati definitivamente con le leggi piemontesi del 1866, quando il convento divenne caserma dei carabinieri, cosa che è anche oggi, insieme a una sezione distaccata, sede di un gruppo polifonico e di un'associazione culturale.
La chiesa dunque continuò a svolgere le funzioni religiose, mentre il convento diventava caserma, cosa confermata anche dopo l'unità d'Italia e le leggi piemontesi, e ancora oggi è sede sia di un comando dei Carabinieri, che di associazioni culturali, tuttavia conserva il chiostro interno porticato con il pozzo. Negli anni '50 è stata restaurata, tuttavia in maniera non lineare, sicché la facciata monumentale di Petrini con gli anni si è rovinata con lo sporco degli scarichi delle auto. Nel 2018 è stato apportato un nuovo definitivo restauro della facciata, conclusosi nel 2019.
La chiesa conservava varie opere monumentali e reliquiari, e croci astili, molti dei quali nel 2002 sono stati traslati nel Museo civico diocesano di Lanciano, presso il palazzo Arcivescovile. Altre opere che la chiesa ospitò furono in particolar modo la statua di San Biagio del XV secolo e quella di Sant'Isidoro del XVIII secolo di Domenico Renzetti, poi riportate nella collocazione originaria nella chiesa di San Biagio in Larghetto Ricci, quando fu riaperta al culto.
La chiesa è sede della Confraternita di Santa Maria dei Raccomandati (che stava nella scomparsa e vicina chiesa di San Giovanni), con San Biagio, e della confraternita dei Santi Apostoli Simone e Giuda Taddeo, nella cappella attigua.

## Architettura

### Facciata

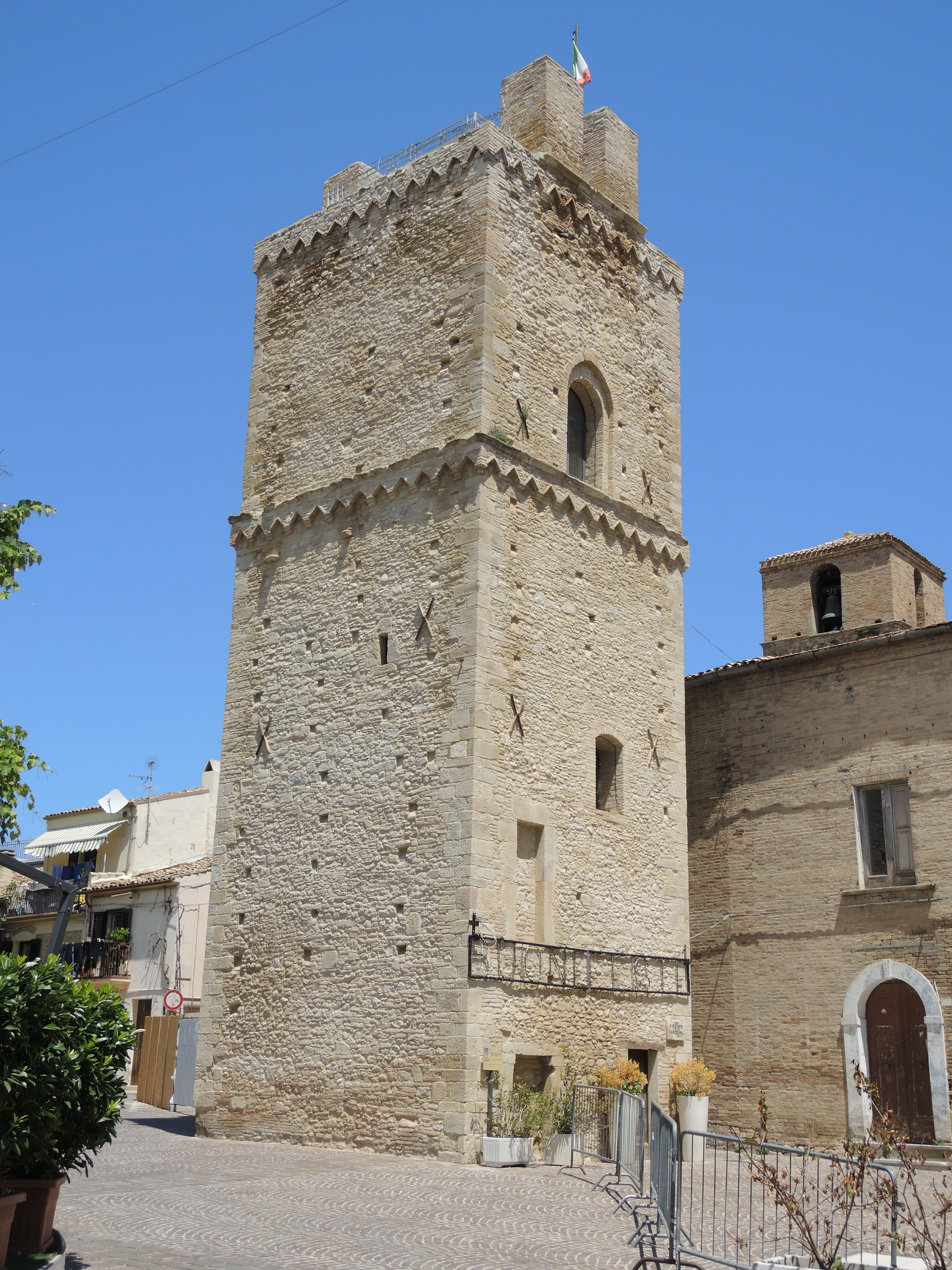
La Torre di san Giovanni e il campanile di Sant'Agostino da largo san Giovanni

Di interesse, come detto, è la facciata gotica in blocchi di pietra squadrati, dove, come si legge da Gavini, è manifesta tutta l’opera di Perrini, che poté creare con maggiore libertà il tipo della piccola facciata rettangolare. Leggendo il portale è evidente che Francesco Perrini scelse per l’ordine mendicante un modello più sobrio rispetto allo sfarzo di Santa Maria Maggiore, con una strombatura modesta, con un solo passaggio tra gli stipiti interni ed esterni, e con una sola coppia di colonnine a separarli, divisa in due tronconi con nodo intermedio, nascenti da due leoni a sbalzo sul paramento lapideo.
Presso la lunetta, un tempo decorata da un affresco con iscrizioni ancora in parte evidenti, c’è il gruppo della Madonna col Bambino che aiuta a definire la personalità e il ruolo di Perrini. La stesura dei panneggi, l’alta fisionomia dei personaggi, la ricercatezza della decorazione dei volti conferma la paternità dell’autore, nonché esemplare conferma dei rapporti di Perrini con l’arte gotica abruzzese che lo ha preceduto: evidenti sono i rimandi alla scultura della Madonna della Vittoria di Scurcola Marsicana76, a sua volta ispirata alle Madonne franco-angioine, per la precisione nel movimento dell’anca verso destra per mostrare più dinamismo, la ricercatezza dei particolari, la forte espressività dei due volti, il dinamismo del Bambino che con la destra si sorregge ai capelli della Vergine e poggia la sinistra sul petto della madre.

### La Madonna col Bambino del portale
Uno studio del professor Alessandro Tomei approfondisce la particolarità della Madonna di Scurcola, già studiata da Pietro Toesca, che la attribuiva a un modello decisamente di matrice francese, a differenza di giudizi immediati riguardo ad un modello toscano, mentre Giovanni Previtali tentò un nuovo approccio sulla possibile origine del modello umbro-toscano, collocandola in data di realizzazione al primo Trecento.  Tuttavia la presenza molto forte dei modelli del Regno di Napoli, in quell’epoca in mano agli Angiò, a L’Aquila è visibile negli esempi della Madonna di San Silvestro e della Madonna di Fossa con tabernacolo dipinto a due ante, e dintorni nella seconda metà del XIII secolo, come la testimonianza di altri manufatti in loco e nel Reatino, porrebbero una soluzione certa a questi dubbi sui relativi modelli di provenienza, soprattutto per le caratteristiche già dette della resa plastica, e per alcune caratteristiche che hanno molto in comune con le Madonne francesi dell’ultimo quarto del Duecento, come la rotazione del busto, le mani del Bambino aggrappate alla chioma della Vergine, caratteristiche rintracciabili nella Madonna del Louvre del 1265-70,  o nella statua della Madonna della chiesa di Saint Martin a Bayel.
In conclusione, la Madonna della Vittoria risulta un prodotto di interpretazione e fusione di vari modelli francesi già esistenti, perfettamente incanalati e leggibili in una sola opera di pregio nella Marsica.
Agli elementi di sperimentalismo e maggior cura dell’ornato, tornando alla questione dei portali di Perrini, si aggiungono numerosi collegamenti dei trafori a motivi vegetali e geometrici sulle colonnine, perfettamente ispirati al modello originale di quelli presenti sulla chiesa di Santa Maria Maggiore. Presso la facciata ci sono decorazioni piatte: una targa da stemma e quattro croci laterali ottenute con cinque scodelline di maiolica invetriata.
L’ipotesi che Perrini fosse a direzione di una sua bottega, dove i ruoli erano divisi è data dal rosone di Sant’Agostino: in Santa Maria Maggiore la cornice che cinge l’oculo in grandi foglie d’acanto trova una ragione d’immediato confronto con quella che borda il timpano sottostante, nel caso di Sant’Agostino il legame si crea tra la cornice fogliata che sormonta l’oculo e quella subito a ridosso della lunetta del portale, segno di continuità operativa ma anche del gioco combinatorio che presiedette alla scelta dei motivi e alla loro distribuzione. 
Sull’innovativa cornice si sofferma anche Gavini, ipotizzando tuttavia che nel finestrone si ritrovino molte parti che sembrano esser state prese dalla facciata di Santa Lucia, parlando di “scuola di Lanciano”, e tanto che se ne ripetono le forme, ossia le mensole su cui posano i leoni, le colonnine soprastanti, probabilmente per cercare una spiegazione alla mancanza di una delle colonnine pensili della chiesa del rione Borgo, e la modestia lampante dei due telamoni antropomorfi.

### Confronto della facciata con la facciata di Santa Maria Maggiore

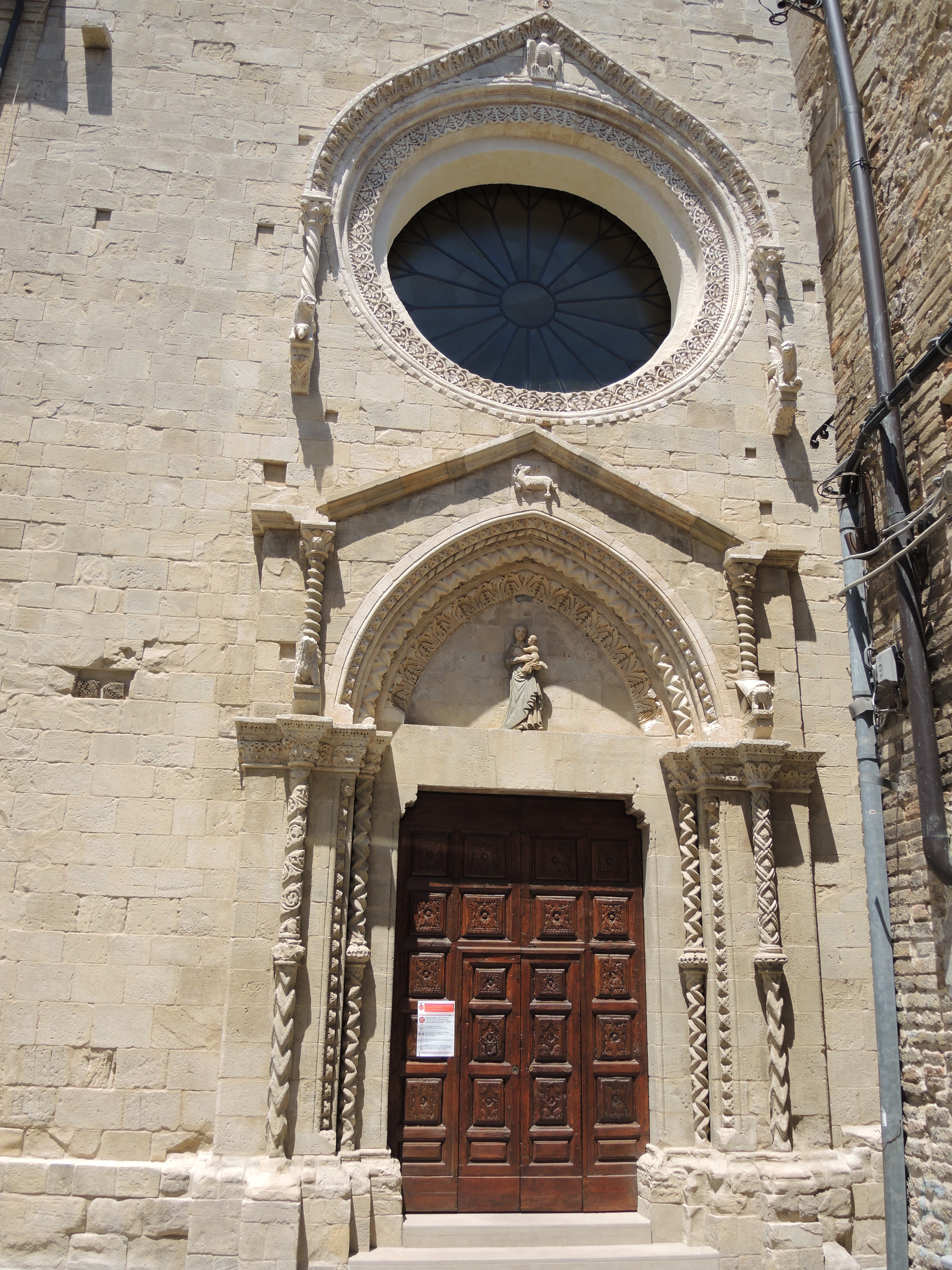
Prospetto, rosone e portale di Francesco Petrini di Lanciano (1320 ca.)

La novità di Sant’Agostino e Santa Maria Maggiore sta nella cornice, molto simile a quella della cattedrale di Bitonto, ossia con la porzione superiore che va a poggiare su due colonnine tangenti alla circonferenza, rette da elementi poggianti su mensole. Questo motivo venne ripreso da Perrini anche per i cantieri di Santa Lucia, San Leucio e San Pardo. Quelli di Santa Maria Maggiore sono telamoni simili alle sculture della lunetta del portale, stilisticamente assai espressivi, memori di quelli sul portale della Cattedrale di Ortona.
A Sant’Agostino si usano ancora i tradizionali leoni stilofori, ma il nuovo sta nella porzione superiore, dove la cornice viene sollevata con un andamento a cuspide, che permette di inserire nel piccolo spazio sottostante un’aquila ad ali patenti. Il trasformismo del cantiere di Perrini inerente alla cornice sopra il rosone verrà riproposto anche nel Duomo di Larino. Per il suo portale di Sant’Agostino, benché non ci sia l’autografo, in vista delle corrispondenze con gli esemplari di Santa Maria della Civitella e di San Tommaso a Ortona è possibile farlo risalire almeno posteriore di qualche anno al 1321

### Interno
La torre campanaria visibile dal chiostro quadrato, decorato da archi, dell'ex convento, è uno dei migliori esempi del campanile quattrocentesco lancianese, scandito in tre settori da cornici, con finestre gotiche a bifora (lato interiore), monofore ogivali (settore medio), e finestre a tutto sesto per la cella campanaria. Quest'ultimo settore è più recente della costruzione medievale.
Le vicende quattrocentesche della chiesa sono legate al 1438, quando il frate Jacopo andò a Venezia per un pellegrinaggio alle reliquie dei Santi Simone e Giuda Taddeo Apostoli. Il frate volle riportare le reliquie con sé a Lanciano, senza chiedere il permesso del Doge, che si adirò e volle attaccare il porto della città, l'allora villaggio di San Vito, ma sbagliò e assediò la Puglia, a San Vito dei Normanni. La lapide presso la cappella dentro la chiesa ricorda appunto il curioso evento e la successiva concessione di conservare le reliquie da parte del doge Foscari, per cui si costituì una confraternita. Nel '400 fu anche costruito il campanile turrito in stile tardo-gotico.
L'interno della chiesa ha perso lo stile medievale, presentandosi in forme barocche, a navata unica con volte a crociera. Il monumentale altare maggiore fu indorato nel 1602 da Bernardino Altobello, che realizzò le colonne del tabernacolo ligneo a motivi classici, con tre scomparti per le tele, di cui quello centrale più grande, per ospitare la tela del Ciccarelli, e gli altri due minori, sovrastati e sottostati da quattro piccoli riquadri con delle figure di santi; è a dossale e presenta un fastigio a cimasa con impianto tripartito, scandito da colonne scanalate aggettanti; nella parte centrale è accolto un grande dipinto della Madonna in Gloria tra Angeli e i Santi Agostino, l'Arcangelo Michele e Apollonia, forse di Felice Ciccarelli di Atessa. Le altre due tele mostrano Sant'Agostino e Sant'Apollonia, e le quattro piccole tele a riquadro i santi dell'ordine Francescano e Osservante, tra cui Francesco d'Assisi, Francesco di Paola, Francesco Caracciolo.
Nel 1624 fu restaurato l'organo assieme al pulpito. Dopo la soppressione degli agostiniani, la chiesa fu ripristinata nel 1679, nella metà del '700 furono realizzati gli stucchi finanziati dal barone di Vasto Gaetano Gigliani (1702-1770), che fece realizzare su un pilastro a sinistra un monumentale sepolcro in marmo, che mostra il suo busto e un cartiglio con iscrizione dedicatoria. Gli stuccatori Gerolamo Rizza e Carlo Piazzoli nel '700 abbellirono gli interni nella prima metà del Settecento, essi erano allievi dello stuccatore lombardo Giovan Battista Gianni, attivo in Abruzzo nell'aquilano e nella zona vestina di Penne; il fastigio è molto ricco, con decorazioni geometriche presso le cornici delle cappelle laterali, con due putti alati che suonano le trombe, disposte ai lati dell'arco di cappella, e motivi che riguardano i simboli della Chiesa; il fastigio riguarda anche la volta centrale a crociera, con le decorazioni delle cornici che racchiudono dei dipinti ad affresco riguardanti scene di vita di Sant'Agostino.
Le cappelle sono tre per lato, eccettuata la cappella grande di destra dei Santi Simone e Giuda Taddeo, alcune statue che ospitavano sono custodite nel Museo civico diocesano, le altre cappelle ospitano le statue di San Gabriele dell'Addolorata, Sant'Antonio di Padova e Santa Rita da Cascia, un'altra ospitava la statua di Sant'Agostino di Domenico Renzetti, conservata nel museo, e questa è sostituita da una più modesta.

### Cappella di San Simone e San Giuda Taddeo
Annessa alla chiesa di Sant'Agostino, accessibile sia dall'interno di questa chiesa, che da via dei Frentani, all'ingresso secondario, ma anche entrando nella chiesa stessa di Sant'Agostino: è una chiesa a sé stante, come dimostra l'impianto quadrangolare all'esterno, e a pianta centrale circolare all'interno. L'esterno mostra inoltre la cupola senza tamburo, che termina a cono, e il campanile laterale a torretta, l'accesso è molto semplice, dato da una targa commemorativa che ricorda la riapertura al culto della chiesa nel 1825 per volere di re Ferdinando II, dopo la sconsacrazione francese.
L'interno, nella parte della cupola, dopo il restauro del 1955, è interamente ricoperto di stucchi e affreschi. La partitura a stucchi e pennacchi sarebbe del maestro lombardo Giovan Battista Gianni, attivo a Lanciano e in Abruzzo nel primo ventennio del Settecento insieme agli allievi Rizza e Piazzola, che decorarono la chiesa di Sant'Agostino. Al centro di questa cappella si trova il reliquiario della testa e del braccio di San Giuda Taddeo, apostolo di Cristo, e di San Simone Apostolo, realizzato nel 1955, le cui reliquie nel 1412 sarebbero state trafugate dal frate Jacopo a Venezia.
Prima del trasferimento nel Museo diocesano, la cappella conservava anche preziose statue lignee, come quella originale di Sant'Agostino e di Sant'Orsola, oggi si conservano altre statue di pregio come la Madonna della Cintura di Giacomo Colombo (1707) e i gonfaloni della Confraternita locale della Madonna dei Raccomandati e dei Santi Simone e Giuda. Altre opere di interesse nella cappella sono le statue su piedistallo trapezoidale in legno lavorato del Santissimo Salvatore, ossia il Cristo risorto che viene portato in processione a Pasqua, la statua di San Giovanni evangelista, ugualmente usata per la processione pasquale, un bassorilievo parietale in bronzo lavorato, che mostra la scena dell'Ultima Cena, e in alto una nicchia con la figura del Cristo con la corona di spine che guarda in estasi verso Suo Padre. All'ingresso della cappella sulla sinistra, vi è una lapide del XVI secolo che ricorda l'accordo tra il Doge veneziano Francesco Foscari e l'Universitas di Lanciano per il collocamento delle reliquie presso il monastero Agostiniao Lanciaese.

## Opere della chiesa conservate nel Museo diocesano
- Statua della Madonna dei Raccomandati o della Candelora, realizzata da Giacomo Colombo nel primo '700; di recente è stata spostata nella chiesa di San Biagio. In antichità stava nella scomparsa chiesa di San Giovanni, sede della confraternita dei Raccomandati.
- Statua della Madonna Immacolata della Cintura, opera sempre di Giacomo Colombo, nella cappella di San Simone e Giuda.
- Busto reliquiario di Sant'Apollonia, XVII secolo
- Dipinto copia da Lucas Cranach della "Madonna del Latte", XVIII sec
- Tela de "L'elemosina di San Tommaso da Villanova", XVII sec
- Anonimo, copia da Guido Reni, tela del "San Francesco d'Assisi in estasi", XVIII sec
- Statua lignea del Battista, XVI sec?, ridipinta nel XVII sec
- Pala d'altare di scuola veneziana del XVI sec: Annunciazione
- Busto ligneo di Sant'Agostino, opera di Domenico Renzetti (XVIII sec)
- Crocifisso di Nicola da Guardiagrele (XV sec), oro in lamine, cesellato, sbalzato e lavorato, con champlevé e piastrine, molto simile per fattura al Crocifisso della chiesa di Santa Maria Maggiore di Lanciano